# Selección femenina de voleibol de los Países Bajos
La selección femenina de voleibol de los Países Bajos es el equipo representativo del país en las competiciones oficiales de voleibol. Su organización está a cargo de la Nederlandse Volleyball Bond (NeVoBo). Se encuentra en el 17° puesto en el último ranking mundial.

## Palmarés
| Competición        |   |   |   | Total |
| ------------------ | - | - | - | ----- |
| Juegos Olímpicos   | 0 | 0 | 0 | 0     |
| Campeonato Mundial | 0 | 0 | 0 | 0     |
| Campeonato Europeo | 1 | 2 | 1 | 4     |
| Grand Prix         | 1 | 0 | 1 | 2     |
| Copa del Mundo     | 0 | 0 | 0 | 0     |
| Total              | 2 | 2 | 2 | 6     |

## Resultados

### Juegos Olímpicos
Campeón       Subcampeón       Tercer puesto       Cuarto Puesto
| Juegos Olímpicos récords | Juegos Olímpicos récords | Juegos Olímpicos récords | Juegos Olímpicos récords | Juegos Olímpicos récords | Juegos Olímpicos récords | Juegos Olímpicos récords | Juegos Olímpicos récords | Juegos Olímpicos récords |
| Años                     | Ronda                    | Posición                 | Pld                      | W                        | L                        | SW                       | SL                       | Equipo                   |
| ------------------------ | ------------------------ | ------------------------ | ------------------------ | ------------------------ | ------------------------ | ------------------------ | ------------------------ | ------------------------ |
| 1964                     | No Clasificado           | No Clasificado           | No Clasificado           | No Clasificado           | No Clasificado           | No Clasificado           | No Clasificado           | No Clasificado           |
| 1968                     | No Clasificado           | No Clasificado           | No Clasificado           | No Clasificado           | No Clasificado           | No Clasificado           | No Clasificado           | No Clasificado           |
| 1972                     | No Clasificado           | No Clasificado           | No Clasificado           | No Clasificado           | No Clasificado           | No Clasificado           | No Clasificado           | No Clasificado           |
| 1976                     | No Clasificado           | No Clasificado           | No Clasificado           | No Clasificado           | No Clasificado           | No Clasificado           | No Clasificado           | No Clasificado           |
| 1980                     | No Clasificado           | No Clasificado           | No Clasificado           | No Clasificado           | No Clasificado           | No Clasificado           | No Clasificado           | No Clasificado           |
| 1984                     | No Clasificado           | No Clasificado           | No Clasificado           | No Clasificado           | No Clasificado           | No Clasificado           | No Clasificado           | No Clasificado           |
| 1988                     | No Clasificado           | No Clasificado           | No Clasificado           | No Clasificado           | No Clasificado           | No Clasificado           | No Clasificado           | No Clasificado           |
| 1992                     |                          | 6° Puesto                |                          |                          |                          |                          |                          | Equipo                   |
| 1996                     |                          | 5° Puesto                |                          |                          |                          |                          |                          | Equipo                   |
| 2000                     | No Clasificado           | No Clasificado           | No Clasificado           | No Clasificado           | No Clasificado           | No Clasificado           | No Clasificado           | No Clasificado           |
| 2004                     | No Clasificado           | No Clasificado           | No Clasificado           | No Clasificado           | No Clasificado           | No Clasificado           | No Clasificado           | No Clasificado           |
| 2008                     | No Clasificado           | No Clasificado           | No Clasificado           | No Clasificado           | No Clasificado           | No Clasificado           | No Clasificado           | No Clasificado           |
| 2012                     | No Clasificado           | No Clasificado           | No Clasificado           | No Clasificado           | No Clasificado           | No Clasificado           | No Clasificado           | No Clasificado           |
| 2016                     |                          | 4° puesto                |                          |                          |                          |                          |                          |                          |

### Campeonato Mundial
Campeón       Subcampeón       Tercer puesto       Cuarto Puesto
| Campeonato Mundial récords | Campeonato Mundial récords | Campeonato Mundial récords | Campeonato Mundial récords | Campeonato Mundial récords | Campeonato Mundial récords | Campeonato Mundial récords | Campeonato Mundial récords | Campeonato Mundial récords |
| Años                       | Ronda                      | Posición                   | Pld                        | W                          | L                          | SW                         | SL                         | Equipo                     |
| -------------------------- | -------------------------- | -------------------------- | -------------------------- | -------------------------- | -------------------------- | -------------------------- | -------------------------- | -------------------------- |
| 1952                       | Sin Participación          | Sin Participación          | Sin Participación          | Sin Participación          | Sin Participación          | Sin Participación          | Sin Participación          | Sin Participación          |
| 1956                       |                            | 10° Puesto                 |                            |                            |                            |                            |                            | Equipo                     |
| 1960                       | Sin Participación          | Sin Participación          | Sin Participación          | Sin Participación          | Sin Participación          | Sin Participación          | Sin Participación          | Sin Participación          |
| 1962                       |                            | 12° Puesto                 |                            |                            |                            |                            |                            | Equipo                     |
| 1967                       | Sin Participación          | Sin Participación          | Sin Participación          | Sin Participación          | Sin Participación          | Sin Participación          | Sin Participación          | Sin Participación          |
| 1970                       |                            | 15° Puesto                 |                            |                            |                            |                            |                            | Equipo                     |
| 1974                       |                            | 16° Puesto                 |                            |                            |                            |                            |                            | Equipo                     |
| 1978                       |                            | 17° Puesto                 |                            |                            |                            |                            |                            | Equipo                     |
| 1982                       |                            | 16° Puesto                 |                            |                            |                            |                            |                            | Equipo                     |
| 1986                       | No clasificó               | No clasificó               | No clasificó               | No clasificó               | No clasificó               | No clasificó               | No clasificó               | No clasificó               |
| 1990                       |                            | 9° Puesto                  |                            |                            |                            |                            |                            | Equipo                     |
| 1994                       |                            | 9° Puesto                  |                            |                            |                            |                            |                            | Equipo                     |
| 1998                       |                            | 7° Puesto                  |                            |                            |                            |                            |                            | Equipo                     |
| 2002                       |                            | 9° Puesto                  |                            |                            |                            |                            |                            | Equipo                     |
| 2006                       |                            | 8° Puesto                  |                            |                            |                            |                            |                            | Equipo                     |
| 2010                       |                            | 11° Puesto                 |                            |                            |                            |                            |                            | Equipo                     |
| 2014                       |                            | 13° Puesto                 |                            |                            |                            |                            |                            | Equipo                     |
| Total                      | 0 Títulos                  | 13/17                      |                            |                            |                            |                            |                            | —                          |

### Campeonato Europeo
Campeón'       Subcampeón       Tercer puesto       Cuarto puesto
| Campeonato Europeo de Voleibol | Campeonato Europeo de Voleibol | Campeonato Europeo de Voleibol | Campeonato Europeo de Voleibol | Campeonato Europeo de Voleibol | Campeonato Europeo de Voleibol | Campeonato Europeo de Voleibol | Campeonato Europeo de Voleibol | Campeonato Europeo de Voleibol |
| Año                            | Ronda                          | Posición                       | PJ                             | G                              | P                              | SG                             | SP                             | Equipo                         |
| ------------------------------ | ------------------------------ | ------------------------------ | ------------------------------ | ------------------------------ | ------------------------------ | ------------------------------ | ------------------------------ | ------------------------------ |
| 1949                           | Ronda final                    | 7.º puesto                     | 6                              | 0                              | 6                              | 0                              | 18                             | Equipo                         |
| 1950                           | No ingresó                     | No ingresó                     | No ingresó                     | No ingresó                     | No ingresó                     | No ingresó                     | No ingresó                     | No ingresó                     |
| 1951                           |                                | 5.º puesto                     | 3                              | 1                              | 2                              | 3                              | 8                              | Equipo                         |
| 1955                           | No ingresó                     | No ingresó                     | No ingresó                     | No ingresó                     | No ingresó                     | No ingresó                     | No ingresó                     | No ingresó                     |
| 1958                           |                                | 10.º puesto                    | 5                              | 2                              | 3                              | 9                              | 9                              | Equipo                         |
| 1963                           |                                | 9.º puesto                     | 6                              | 4                              | 2                              | 13                             | 6                              | Equipo                         |
| 1967                           |                                | 7.º puesto                     | 8                              | 2                              | 6                              | 9                              | 18                             | Equipo                         |
| 1971                           |                                | 9.º puesto                     | 7                              | 4                              | 3                              | 13                             | 11                             | Equipo                         |
| 1975                           |                                | 11.º puesto                    | 7                              | 2                              | 5                              | 7                              | 18                             | Equipo                         |
| 1977                           | Ronda preliminar               | 10.º puesto                    | 7                              | 1                              | 6                              | 7                              | 20                             | Equipo                         |
| 1979                           | Ronda final                    | 6.º puesto                     | 7                              | 2                              | 5                              | 10                             | 16                             | Equipo                         |
| 1981                           |                                | 9.º puesto                     | 7                              | 3                              | 4                              | 12                             | 15                             | Equipo                         |
| 1983                           |                                | 11.º puesto                    | 7                              | 1                              | 6                              | 5                              | 18                             | Equipo                         |
| 1985                           | Ronda final                    | 3.º puesto                     | 7                              | 4                              | 3                              | 14                             | 10                             | Equipo                         |
| 1987                           |                                | 5.º puesto                     | 7                              | 5                              | 2                              | 17                             | 13                             | Equipo                         |
| 1989                           | No clasificado                 | No clasificado                 | No clasificado                 | No clasificado                 | No clasificado                 | No clasificado                 | No clasificado                 | No clasificado                 |
| 1991                           | Final                          | 2.º puesto                     | 7                              | 5                              | 2                              | 17                             | 7                              | Equipo                         |
| 1993                           |                                | 7.º puesto                     | 7                              | 4                              | 3                              | 17                             | 14                             | Equipo                         |
| 1995                           | Final                          | Campeón                        | 7                              | 6                              | 1                              | 20                             | 5                              | Equipo                         |
| 1997                           |                                | 9.º puesto                     | 5                              | 1                              | 4                              | 6                              | 12                             | Equipo                         |
| 1999                           |                                | 5.º puesto                     | 5                              | 3                              | 2                              | 10                             | 9                              | Equipo                         |
| 2001                           |                                | 5.º puesto                     | 7                              | 4                              | 3                              | 16                             | 15                             | Equipo                         |
| 2003                           | Semifinales                    | 4.º puesto                     | 7                              | 4                              | 3                              | 16                             | 12                             | Equipo                         |
| 2005                           |                                | 5.º puesto                     | 7                              | 4                              | 3                              | 17                             | 11                             | Equipo                         |
| / 2007                         |                                | 5.º puesto                     | 6                              | 4                              | 2                              | 15                             | 7                              | Equipo                         |
| 2009                           | Ronda final                    | 2.º puesto                     | 8                              | 7                              | 1                              | 21                             | 5                              | Equipo                         |
| / 2011                         | Cuartos de final               | 7.º puesto                     | 5                              | 3                              | 2                              | 11                             | 7                              | Equipo                         |
| / 2013                         | Eliminatorias                  | 9.º puesto                     | 4                              | 1                              | 3                              | 9                              | 9                              | Equipo                         |
| / 2015                         | Ronda final                    | 2.º puesto                     | 6                              | 5                              | 1                              | 15                             | 5                              | Equipo                         |
| / 2017                         | Clasificado                    | Clasificado                    | Clasificado                    | Clasificado                    | Clasificado                    | Clasificado                    | Clasificado                    | Clasificado                    |
| Total                          | 1 título                       | 26/29                          | 165                            | 82                             | 83                             | 309                            | 298                            | —                              |

### Grand Prix
Campeón       Subcampeón       Tercer puesto       Cuarto Puesto
| Grand Prix | Grand Prix     | Grand Prix     | Grand Prix     | Grand Prix     | Grand Prix     | Grand Prix     | Grand Prix     | Grand Prix     |
| Años       | Ronda          | Posición       | Pld            | W              | L              | SW             | SL             | Equipo         |
| ---------- | -------------- | -------------- | -------------- | -------------- | -------------- | -------------- | -------------- | -------------- |
| 1993       | No Clasificado | No Clasificado | No Clasificado | No Clasificado | No Clasificado | No Clasificado | No Clasificado | No Clasificado |
| 1994       |                | 9° Puesto      |                |                |                |                |                | Equipo         |
| 1995       | No Clasificado | No Clasificado | No Clasificado | No Clasificado | No Clasificado | No Clasificado | No Clasificado | No Clasificado |
| 1996       |                | 7° Puesto      |                |                |                |                |                | Equipo         |
| 1997       |                | 7° Puesto      |                |                |                |                |                | Equipo         |
| 1998       | No Clasificado | No Clasificado | No Clasificado | No Clasificado | No Clasificado | No Clasificado | No Clasificado | No Clasificado |
| 1999       |                | 8° Puesto      |                |                |                |                |                | Equipo         |
| 2000       | No Clasificado | No Clasificado | No Clasificado | No Clasificado | No Clasificado | No Clasificado | No Clasificado | No Clasificado |
| 2001       | No Clasificado | No Clasificado | No Clasificado | No Clasificado | No Clasificado | No Clasificado | No Clasificado | No Clasificado |
| 2002       | No Clasificado | No Clasificado | No Clasificado | No Clasificado | No Clasificado | No Clasificado | No Clasificado | No Clasificado |
| 2003       | Semifinales    | 4° Puesto      |                |                |                |                |                | Equipo         |
| 2004       | No Clasificado | No Clasificado | No Clasificado | No Clasificado | No Clasificado | No Clasificado | No Clasificado | No Clasificado |
| 2005       |                | 6° Puesto      |                |                |                |                |                | Equipo         |
| 2006       | No Clasificado | No Clasificado | No Clasificado | No Clasificado | No Clasificado | No Clasificado | No Clasificado | No Clasificado |
| 2007       | Ronda Final    | Campeón        |                |                |                |                |                | Equipo         |
| 2008       | No Clasificado | No Clasificado | No Clasificado | No Clasificado | No Clasificado | No Clasificado | No Clasificado | No Clasificado |
| 2009       | Semifinales    | 4° Puesto      |                |                |                |                |                | Equipo         |
| 2010       |                | 7° Puesto      |                |                |                |                |                | Equipo         |
| 2011       | No Clasificado | No Clasificado | No Clasificado | No Clasificado | No Clasificado | No Clasificado | No Clasificado | No Clasificado |
| 2012       | No Clasificado | No Clasificado | No Clasificado | No Clasificado | No Clasificado | No Clasificado | No Clasificado | No Clasificado |
| 2013       |                | 12° Puesto     |                |                |                |                |                | Equipo         |
| 2014       |                | 14° Puesto     |                |                |                |                |                | Equipo         |
| 2015       |                | 13° Puesto     |                |                |                |                |                |                |
| 2016       |                | 3° Puesto      |                |                |                |                |                |                |
| Total      | 1 Título       |                |                |                |                |                |                | —              |

## Equipo del 2014
La siguiente es la lista de  Países Bajos en el Campeonato Mundial de Voleibol Femenino de 2014.
Director Técnico: Gido Vermeulen
| N.º | Nombre              | Cumpleaños           | Altura | Peso  | Ataque  | Bloque  | Posición | Club 2014             |
| --- | ------------------- | -------------------- | ------ | ----- | ------- | ------- | -------- | --------------------- |
| 2   | Femke Stoltenborg   | 30/07/1991 (33 años) | 1.90 m | 79 kg | 3.03 cm | 2.99 cm | Armadora | Volley 2002 Forlì     |
| 3   | Yvon Beliën         | 28/12/1993 (31 años) | 1.88 m | 73 kg | 3.07 cm | 3.03 cm | Central  | Schweriner SC         |
| 4   | Celeste Plak        | 26/10/1995 (29 años) | 1.90 m | 84 kg | 3.14 cm | 3.02 cm | Punta    | Foppapedretti Bergamo |
| 5   | Robin de Kruijf (C) | 05/05/1991 (33 años) | 1.93 m | 79 kg | 3.13 cm | 3.00 cm | Central  | Vakıfbank Istanbul    |
| 7   | Quinta Steenbergen  | 02/04/1985 (39 años) | 1.89 m | 74 kg | 3.09 cm | 3.00 cm | Central  | Lokomotiv Baku        |
| 8   | Judith Pietersen    | 03/07/1989 (35 años) | 1.88 m | 73 kg | 3.06 cm | 2.96 cm | Opuesta  | İdmanocağı            |
| 9   | Myrthe Schoot       | 29/12/1988 (36 años) | 1.84 m | 69 kg | 2.98 cm | 2.86 cm | Libero   | Dresdner SC           |
| 10  | Lonneke Slöetjes    | 15/11/1990 (34 años) | 1.92 m | 76 kg | 3.22 cm | 3.15 cm | Opuesta  | Schweriner SC         |
| 11  | Anne Buijs          | 02/12/1991 (33 años) | 1.91 m | 75 kg | 3.17 cm | 2.99 cm | Punta    | Lokomotiv Baku        |
| 12  | Manon Flier         | 08/02/1984 (41 años) | 1.92 m | 70 kg | 3.15 cm | 3.01 cm | Opuesta  | Fujian                |
| 14  | Laura Dijkema       | 18/02/1990 (35 años) | 1.84 m | 70 kg | 2.93 cm | 2.79 cm | Armadora | Dresdner SC           |
| 16  | Kirsten Knip        | 14/09/1992 (32 años) | 1.76 m | 73 kg | 2.81 cm | 2.75 cm | Libero   | Istres Ouest          |
| 17  | Carlijn Jans        | 24/07/1987 (37 años) | 1.92 m | 77 kg | 3.10 cm | 3.01 cm | Central  | VC Sneek              |
| 20  | Quirine Oosterveld  | 05/03/1990 (35 años) | 1.81 m | 71 kg | 2.96 cm | 2.88 cm | Punta    | Rote Raben Vilsbiburg |

## Escuadras
- Campeonato Europeo 2001 — 5° lugar

- Kim Staelens, Francien Huurman, Erna Brinkman, Janneke van Tienen, Mirjam Orsel, Elke Wijnhoven, Hanneke van Leusden, Riëtte Fledderus, Ingrid Visser, Manon Flier, Ruth van der Wel y Sandra Wiegers. Entrenador: Angelo Frigoni.

- Campeonato Mundial 2002 — 9° lugar

- Kim Staelens, Francien Huurman, Janneke van Tienen, Elles Leferink, Elke Wijnhoven, Alice Blom, Irina Donets, Ruth Heerschap, Manon Flier, Riëtte Fledderus, Ingrid Visser y Maureen Staal. Entrenador: Angelo Frigoni.

- Grand Prix 2003 — 4° Puesto

- Kim Staelens, Suzanne Freriks, Francien Huurman, Janneke van Tienen, Elles Leferink, Elke Wijnhoven, Kitty Sanders, Irina Donets, Ruth Heerschap, Manon Flier, Titia Sustring y Ingrid Visser. Entrenador: Angelo Frigoni.

- Campeonato Europeo 2003 — 4° lugar

- Irina Donets, Suzanne Freriks, Francien Huurman, Elles Leferink, Kitty Sanders, Chaïne Staelens, Kim Staelens, Titia Sustring, Ruth van der Wel, Janneke van Tienen, Ingrid Visser y Elke Wijnhoven. Entrenador: Angelo Frigoni.

- Grand Prix 2005 — 6° Puesto

- Kim Staelens, Francien Huurman, Chaïne Staelens, Janneke van Tienen, Elke Wijnhoven, Alice Blom, Carlijn Jans, Manon Flier, Riëtte Fledderus, Ingrid Visser, Debby Stam y Caroline Wensink. Entrenador: Avital Selinger.

- Campeonato Europeo 2005 — 5° lugar

- Kim Staelens, Francien Huurman, Chaïne Staelens, Elke Wijnhoven, Alice Blom, Floortje Meijners, Janneke van Tienen, Caroline Wensink, Manon Flier, Riëtte Fledderus, Ingrid Visser y Debby Stam. Entrenador: Avital Selinger.

- Campeonato Mundial 2006 — 8° lugar

- Kim Staelens, Chaïne Staelens, Sanna Visser, Mirjam Orsel, Alice Blom, Floortje Meijners, Janneke van Tienen, Caroline Wensink, Manon Flier, Riëtte Fledderus, Ingrid Visser y Debby Stam. Entrenador: Avital Selinger.

- Grand Prix 2007 —  Medalla de Oro

- Kim Staelens, Francien Huurman, Chaïne Staelens, Mirjam Orsel, Alice Blom, Floortje Meijners, Janneke van Tienen, Caroline Wensink, Manon Flier, Riëtte Fledderus, Ingrid Visser y Debby Stam. Entrenador: Avital Selinger.

- Campeonato Europeo 2007 — 5° lugar

- Kim Staelens, Francien Huurman, Chaïne Staelens, Sanna Visser, Mirjam Orsel, Alice Blom, Janneke van Tienen, Caroline Wensink, Manon Flier, Riëtte Fledderus, Ingrid Visser y Debby Stam. Entrenador: Avital Selinger.

- Grand Prix 2009 — 6° Lugar

- Kim Staelens, Monique Wismeijer, Francien Huurman, Chaïne Staelens, Robin de Kruijf, Maret Grothues, Alice Blom, Janneke van Tienen, Caroline Wensink, Manon Flier, Ingrid Visser y Debby Stam. Entrenador: Avital Selinger.

- Campeonato Europeo 2009 —  Medalla de Plata

- Kim Staelens, Monique Wismeijer, Francien Huurman, Chaïne Staelens, Robin de Kruijf, Maret Grothues, Alice Blom, Janneke van Tienen, Caroline Wensink, Manon Flier, Ingrid Visser y Debby Stam. Entrenador: Avital Selinger.

- Grand Prix 2010 — 9° Lugar

- Francien Huurman, Chaïne Staelens, Robin de Kruijf, Maret Grothues, Quinta Steenbergen, Alice Blom, Janneke van Tienen, Caroline Wensink, Manon Flier, Laura Dijkema, Nicole Koolhaas y Judith Blansjaar. Entrenador: Avital Selinger.

- Campeonato Mundial 2010 — 11° lugar

- Kim Staelens, Francien Huurman, Chaïne Staelens, Robin de Kruijf, Maret Grothues, Quinta Steenbergen, Alice Blom, Myrthe Schoot, Janneke van Tienen, Caroline Wensink, Manon Flier, Laura Dijkema, Ingrid Visser y Nicole Koolhaas. Entrenador: Avital Selinger.

- Campeonato Europeo 2011 — 7° Puesto

- Kim Staelens, Francien Huurman, Robin de Kruijf, Maret Grothues, Alice Blom, Janneke van Tienen, Caroline Wensink, Manon Flier, Laura Dijkema, Ingrid Visser, Debby Stam y Lonneke Slöetjes. Entrenador: Avital Selinger.

- Grand Prix 2013 — 12° Lugar

- Femke Stoltenborg, Yvon Beliën, Celeste Plak, Robin de Kruijf, Quinta Steenbergen, Judith Pietersen, Myrthe Schoot, Lonneke Slöetjes, Anne Buijs, Manon Flier, Laura Dijkema, Kim Renkema y Kirsten Knip. Entrenador: Gido Vermeulen.

- Campeonato Europeo 2013 — 9° Puesto

- Femke Stoltenborg, Yvon Beliën, Celeste Plak, Robin de Kruijf, Maret Grothues, Quinta Steenbergen, Judith Pietersen, Myrthe Schoot, Lonneke Slöetjes, Anne Buijs, Manon Flier y Laura Dijkema. Entrenador: Gido Vermeulen.

- Grand Prix 2014 — 14° Lugar

- Femke Stoltenborg, Yvon Beliën, Celeste Plak, Robin de Kruijf, Quinta Steenbergen, Judith Pietersen, Myrthe Schoot, Lonneke Slöetjes, Anne Buijs, Manon Flier, Laura Dijkema, Kirsten Knip, Carlijn Jans y Quirine Oosterveld. Entrenador: Gido Vermeulen.

- Campeonato Mundial 2014 — 13° lugar

- Femke Stoltenborg, Yvon Beliën, Celeste Plak, Robin de Kruijf, Quinta Steenbergen, Judith Pietersen, Myrthe Schoot, Lonneke Slöetjes, Anne Buijs, Manon Flier, Laura Dijkema, Kirsten Knip, Carlijn Jans y Quirine Oosterveld. Entrenador: Gido Vermeulen.